# El Coyul, Metlatónoc
El Coyul är en ort i Mexiko.   Den ligger i kommunen Metlatónoc och delstaten Guerrero, i den sydöstra delen av landet, 280 km söder om huvudstaden Mexico City. El Coyul ligger 935 meter över havet och antalet invånare är 988.
Terrängen runt El Coyul är lite bergig. Runt El Coyul är det ganska glesbefolkat, med 27 invånare per kvadratkilometer. Närmaste större samhälle är La Soledad, 17,9 km sydost om El Coyul. I omgivningarna runt El Coyul växer huvudsakligen savannskog.